# Université Makerere
L'université Makere (en anglais : Makerere University) basée à Kampala, est la plus grande université d'Ouganda.

## Historique

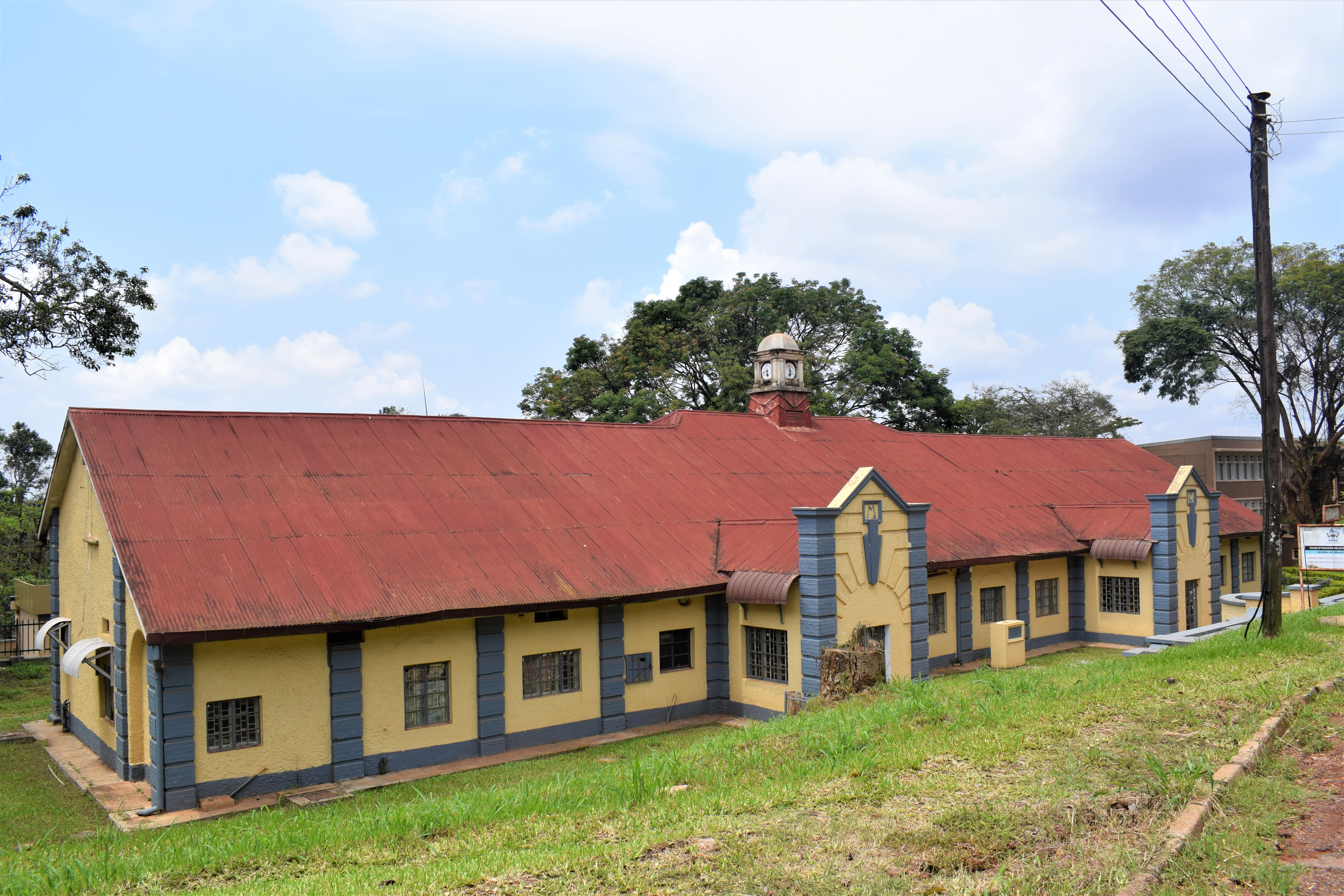
Le premier bâtiment administratif de l'université Makerere. Septembre 2020.

Il fut d'abord créé une école technique en 1922 qui devint en 1963, l'université d'Afrique orientale, proposant des cours menant aux diplômes généralistes de l'université de Londres. Elle devint une université nationale indépendante en 1970 quand l'Université de l'Afrique de l'Est se divisa en trois université indépendantes : l'université de Nairobi au Kenya, l'université de Dar es Salaam en Tanzanie et l'université Makerere. Aujourd'hui, Makerere possède 22 facultés, instituts et écoles proposant des programmes pour environ 30 000 étudiants undergraduates et 3 000 postgraduates.
Makerere fut le lieu d'étude de plusieurs dirigeants africains d'après l'indépendance des pays africains, dont les anciens présidents ougandais Milton Obote et tanzanien Julius Nyerere. Un autre ancien président tanzanien Benjamin Mkapa, le président kényan Mwai Kibaki et l'ancien  président de la République démocratique du Congo Joseph Kabila sont aussi des anciens de Makerere
Dans les années qui suivirent l'indépendance de l'Ouganda, l'université fut le principal lieu de l'activité littéraire et de la culture nationaliste africaine. Quelques écrivains africains parmi les plus éminents, Nuruddin Farah, Ali Mazrui, David Rubadiri, Okello Oculi, Ngugi wa Thiong'o, John Ruganda, Paul Theroux et  Peter Nazareth passèrent par l'université Makerere à un moment de leur carrière d'écrivain ou professorale.
En raison de manifestations étudiantes et d’insatisfaction des professeurs, l'université a été fermée trois fois entre 2006 et 2016.

## Composition

### Facultés
- Faculté d'agriculture
- Faculté des arts
- Faculté d'informatique et des technologies de l'information
- Faculté de la forêt et de la conservation de la nature
- Faculté de droit
- Faculté de médecine
- Faculté de sciences
- Faculté de sciences sociales
- Faculté de technologie
- Faculté de médecine vétérinaire

### Instituts
L'université comporte en 2019 différents instituts de recherche. Un institut des maladies infectieuses (Infectious Diseases Institute  ou IDI), un pour les aspects sociaux (Makerere Institute of Social Research  ou MISR), et un devoué à la recherche agricole ( Makerere University Agricultural Research Institute Kabanyolo ou MUARIK) 

### Écoles
- École d'éducation
- École d'arts et métiers
- École de science de l'information et de documentation
- École de management
- Graduate School

### Départements
- Directorat pour le soutien informatique

## Personnalités liées à l'université

### Professeurs
- Zacharias Tanee Fomum (1945-2009)

### Étudiants

#### Présidents et Premiers ministres
- Julius Nyerere, ancien président de la Tanzanie
- Sir Frederick Edward Muteesa II, ancien roi du Bouganda et premier président de l'Ouganda
- Benedicto Kiwanuka, Premier ministre et premier Chief Justice de l'Ouganda
- Milton Obote, 2 fois président de l'Ouganda
- Joseph Kabila, ancien président de la république démocratique du Congo (2001-2019)
- Benjamin Mkapa, ancien président de la Tanzanie
- Mwai Kibaki, président du Kenya
- Godfrey Binaisa, ancien président de l'Ouganda
- Yusufu Lule, ancien président de l'Ouganda
- Apolo Nsibambi, Premier ministre actuel de l'Ouganda et recteur de l'université Makerere entre 2003 et 2007.

#### Vice-présidents
- Oginga Odinga, premier vice-président du Kenya
- Samson Kisekka, ancien vice-président de l'Ouganda
- Specioza Kazibwe, premier vice-président de la république d'Ouganda
- Gilbert Bukenya, actuel vice-président de l'Ouganda

#### Personnalités internationales
- John Sentamu de York, premier archevêque noir de l'église anglicane
- Peter Takirambudde, Directeur général d'Human Rights Watch pour l'Afrique noire
- Patrick Mazimhaka, Deputy Chairperson de la commission africaine de l'Union africaine
- Rachel Mayanja, conseillère spéciale du Secrétaire général des Nations unies pour les questions de genre et la promotion de la femme
- Veronica Babirye Kadogo, femme politique ougandaise.
- Olara Otunnu, ancien sous-secrétaire général de l'ONU et représentant spécial pour les enfants et les conflits armés
- Solange Uwituze, dans le cadre du programme du Forum régional des universités pour le renforcement des capacités en agriculture (RUFORUM)
- Solome Bossa, juge de la Cour pénale internationale (CPI).

#### Chefs d'entreprise
- Emmanuel Mutebile, gouverneur de la Banque d'Ouganda
- Charles Kikonyogo, ancien gouverneur de la Banque du Botswana, Banque d'Ouganda.
- Elizabeth Mary Okelo, femme d'affaires et entrepreneuse kényane.
- Allen Kagina, haut-fonctionnaire et dirigeante d'entreprise.
- Patience Mutesi, directrice de la Banque populaire du Rwanda (en).

#### Écrivains et journalistes
- Bethwell Allan Ogot, historien
- Doreen Baingana, femme de lettres
- Philippa Namutebi Kabali-Kagwa, auteure et conférencière
- Susan Kiguli, femme de lettres
- Anne Kansiime, comédienne et auteure
- Rose Mbowa, femme de lettres et féministe
- Okello Oculi, auteur, poète
- Charles Onyango-Obbo, éditeur et commentateur politique sur l'Est africain
- Peter Nazareth, auteur, critique
- Okot p'Bitek, poète (fut plus tard lecteur à Makerere)
- David Rubadiri, poète du Malawi, romancier, diplomate
- Gabriel Ruhumbika, écrivain, traducteur et académique tanzanien.
- Ngugi wa Thiong'o, romancier (fut aussi lecteur à Makere)
- Timothy Wangusa, auteur, poète, un temps ministre de l'éducation, (servi aussi comme patron de faculté et lecteur/professeur)

#### Autres
- Aloisea Inyumba, ministre rwandaise
- Amelia Kyambadde, ministre ougandaise
- Catherine Kyobutungi, épidémiologiste ougandaise
- Harry Nkumbula, leader durant la lutte pour l'indépendance de la Zambie
- John Sentamu, archevêque d'York
- Namisi Rodney Kefas,  Acteur et Mannequin Ougandais
- Lilly Ajarova, écologiste ougandaise
- Sarah Kiguli, pédiatre ougandaise
- Sylvia Tamale, universitaire ougandaise militante pour les droits humains
- Hilda Tadria , militante ougandaise pour les droits des femmes
- Josephine Nambooze, première femme médecin formée sur le continent africain.
- Etheldreda Nakimuli-Mpungu, médecin, professeure titulaire, chercheuse, épidémiologiste et psychiatre ougandaise.
- Catherine Nakalembe, géographe ougandaise professeure à l'université du Maryland et chercheuse à la NASA.
- Victoria Mwaka, première femme professeure d'université en Ouganda (en géographie), femme politique et militante des droits des femmes.
- Winnie Kiiza, femme politique ougandaise, qui a été cheffe de l'opposition au parlement de ce pays.

## Autour de l'université
Une conférence historique et controversée sur la littérature africaine en langue anglaise (la première conférence des écrivains africains) a eu lieu à l'université Makerere en 1962, pour débattre de l'état de la littérature africaine post-coloniale. Ceux qui ont assisté incluent Chinua Achebe, Wole Soyinka, Ezéchiel Mphahlele, Lewis Nkosi, Ngugi wa Thiong'o (alors connu sous le nom de James Ngugi) et Rajat Neogy. Plusieurs écrivains nationalistes ont refusé de reconnaître toute la littérature écrite dans des langues non-africaines.